# Incheon Electroland Elephants
O Incheon Electroland Elephants é um clube profissional de basquetebol sul-coreano sediado em Incheon, Coreia do Sul. A equipe disputa a Korean Basketball League.

## História
Foi fundado em 1997.